# Palazzo Salerno
Pour les articles homonymes, voir Salerno (homonymie).
Le Palazzo Salerno est un palais de Naples situé au sud de la Piazza del Plebiscito, construit à la fin du XVIIIe siècle, d'après le projet de l'architecte Francesco Sicuro (it).

## Histoire
Le palais est issu d'une transformation architecturale d'un ancien couvent situé à proximité du Palazzo Reale. Il était destiné à loger les cadets royaux du roi Ferdinand IV de Naples.
Les travaux débutent en 1775 et l'édifice est d'abord destiné au corps d'élite de l'armée de Naples. En 1791, il devient la résidence du premier ministre John Acton, et demeurera le siège successif des ministres d'état jusqu'en 1825.
Par la suite, le palais est accordé, selon sa destination initiale, à l'un des cadets du roi Ferdinand. Son nom actuel provient ainsi du titre accordé à Léopold de Bourbon-Siciles, qui avait été créé prince de Salerne en 1817.
Après l'annexion du royaume des Deux-Siciles par le celui de Piémont-Sardaigne et l'union au sein du royaume d'Italie en 1861, le palazzo Salerno devient le siège du commandement militaire des provinces napolitaines. Le général Enrico Morozzo Della Rocca y séjourne. Aujourd'hui encore, le palazzo est la résidence officielle du général des forces armées d'Italie méridionale. 
Le palazzo Salerno a également accueilli le « café turc », un célèbre établissement littéraire et artistique napolitain.

## Architecture
Le palais est doté d'une façade d'empreinte néoclassique la rendant similaire à celle du palais situé en vis-à-vis, le palazzo della Foresteria, aujourd'hui siège de la préfecture. L'aile débordante de l'immeuble porte encore le nom « Palazzo Croce », nom issu de la présence de l'église Santa Croce di Palazzo.